# Миле Хорват
Миле Хорват (Кнежеви Виногради, ФНРЈ (данашња Хрватска), 16. мај 1959) је хрватски правник и политичар српске мањине у Хрватској.
Дипломиао је на Правном факултету у Осијеку.
Потпредседник је Самосталне демократске српске странке (СДСС). У Хрватски сабор је ушао у јануару 2008. године као замена Војиславу Станимировићу и био до 2011. године. Био је председник је Клуба СДСС-а у Хрватском сабору од 2009. до 2011. године, као и члан Одбора за финансије и државни буџет и Одбора за развој и обнову.
По други пут улази у Сабор 1. октобра 2012. године као заменик Јови Вуковићу. У Сабору је члан Одбора за просторно уређење и грађевинарство
и Националног савета за воде. Уласком у Сабор заменио је Станимировића на фунцији председника Клуба посланика СДСС-а.
Био је заменик жупана Осјечко-барањске жупаније од 2000. до 2008. године. Члан је Савета за националне мањине Републике Хрватске од окробра 2012. година у којем је био и у периоду од 2008. до 2011. године.
Ожењен је и отац је двоје деце.